# ديوان أف أم
{{صندوق معلومات محطة إذاعية
| اسم = ديوان أف أم Diwan FM
| شعار = 
| مدينة = صفاقس
| منطقة البث = تونس الكبرى، صفاقس، الطريق السيارة تونس صفاقس وقابس
| العلامة التجارية = 
| الممثل القانوني = عباس المسدي
| شعار مكتوب = صوتكم
| تردد = 91.2 في صفاقس

99.1 في قابس

93.5 في تونس الكبرى

107.3 في الطريق السيارة الحمامات سوسة

94.7 في الطريق السيارة سوسة الجمّ
| تاريخ أول بث = 1 أكتوبر 2015
| التصنيف = راديو أغاني حديثة، برامج إخبارية وترفيهية وبرامج الخدمات
| لغة = العربية (لهجة تونسية)
| مالك = شركة الديوان للإنتاج السمعي البصري
| بث مباشر = diwanfm.net/live
| الموقع الإلكتروني = الموقع الرسمي

ديوان أف أم (بالفرنسية: Diwan FM) هي إذاعة خاصة تونسية، تحصّلت على تأشيرة البث من الهيئة العليا المستقلة للاتصال السمعي البصري في 20 أبريل 2015 وانطلق بثها في 1 أكتوبر 2015. وهي أول إذاعة خاصة تبث من ولاية صفاقس. كما تقول الإذاعة أنها «الإذاعة الجهوية الأولى في صفاقس وبلغت نسبة الاستماع لها أكثر من نصف مستمعي الإذاعات التي يغطي بثها صفاقس».
تدير هذه الإذاعة، شركة الديوان للإنتاج السمعي البصري، ومن أبرز المساهمين فيها رجل الأعمال لطفي عبد الناظر (30.8%)، تتلوه عائلة الجاموسي (28%)، ورجل الأعمال خالد حكيم (12.2%).

## البرامج
| البرنامج   | المذيع        | المعلق                                                                                   |
| ---------- | ------------- | ---------------------------------------------------------------------------------------- |
| O'Star     | أميمة العياري |                                                                                          |
| ديما لاباس | نوفل الورتاني | سفيان الداهش - بلال الميساوي                                                             |
| هنا تونس   | محمد اليوسفي  |                                                                                          |
| Raf Mag    | رفيق بوشناق   | برهان بسيس - سنية الدهماني - الناصر البدوي - المنصف بن سعيد - أميمة العياري - زياد المكي |
| تلمت لحباب | هدى ورغمي     |                                                                                          |

## مقالات ذات صلة
- قائمة إذاعات الراديو التونسية

## وصلات خارجية
- الموقع الرسمي